# Guillermo Verdejo Vivas
Guillermo Verdejo Vivas (Almería, 12 de marzo de 1919-ibidem, 1 de febrero de 2011) fue un político español que ocupó el cargo de alcalde de Almería entre los años 1965-1969 y posteriormente fue director de la Estación Experimental de Zonas Áridas. 

## Biografía
Guillermo Verdejo era hijo del médico Guillermo Verdejo Acuña y de Ana María Vivas Bustos, y nieto de Juan Vivas Pérez, farmacéutico y fundador de los laboratorios del mismo nombre. Estudió bachillerato en Almería y en Cuevas del Almanzora. La guerra civil española le sorprende en 1936 en Almería y su familia se refugia en Arboleas. Tras la Guerra marcha a estudiar a Granada. Licenciado en Farmacia por la Universidad de Granada en 1944 (Premio Extraordinario final de carrera), número uno de su promoción, obtiene una beca para estudiar en Estados Unidos entre 1946 y 1947. Obtiene el máster en Ciencias por la Universidad de Fordham (Nueva York). 
Profesor por oposición en la Escuela de Formación Profesional de Almería desde 1951 hasta 1972. Doctor por la Universidad de Granada en 1958. Director de Laboratorio y Presidente del “Colegio Oficial de Farmacéuticos de Almería” en dos ocasiones. Vocal del "Consejo General de Colegios oficiales de Farmacéuticos". Fue uno de los promotores en 1978 de la creación de la “Federación de Colegios de Andalucía, Ceuta y Melilla”, que adquiriría personalidad jurídica tres años más tarde, y que fuera el origen del actual “Consejo Andaluz de Colegios Oficiales Farmacéuticos”. Fundador y presidente de la Academia Iberoamericana de Farmacia.
Desde 1953 hasta 1961 editó la "Rebotica", publicación bimestral sobre avances científicos, actividades profesionales o novedades. Colaborador de "Actividad Colegial" cuando se editó entre 1975 y 1985
Colaborador desde 1965 y luego investigador del “Instituto de Aclimatación” (IA) del CSIC en Almería desde 1971, su director desde 1975 tras la jubilación de su anterior director y fundador Manuel Mendizábal Villalba, en que pasa a denominarse Estación Experimental de Zonas Áridas (EEZA) y autor de diversos trabajos científicos y de divulgación. Se jubiló en 1983.

### Cargos políticos
Elegido concejal del Ayuntamiento de Almería por el tercio familiar en los años 1950, siendo entonces su alcalde Emilio Pérez Manzuco, fue nombrado teniente de alcalde y responsable del Área de Cultura. Concejal durante la alcaldía de Antonio Cuesta Moyano. Alcalde de la ciudad de Almería entre los años 1965 y 1969. En razón de dicho cargo fue Vocal nato del Monte de Piedad y Caja de Ahorros de Almería durante esos años. Posteriormente sería su Presidente del Consejo de Administración, entre los años 1978 y 1986.
Durante su mandato municipal tuvieron lugar el 6 de febrero de 1968 las inauguraciones del Aeropuerto de Almería, obra diseñada por el ingeniero almeriense Juan Valverde, y de las 500 viviendas de barrio de la Paz. Impulsó así mismo infraestructuras y obras sociales en los barrios de La Chanca y de Piedras Redondas, obras de suministro de agua a la ciudad, de alcantarillado y edificación de nuevos colegios.
Procurador en Cortes en dos ocasiones, sector administración.

### Vida privada
Casado con doña Elisa Lucas Martínez en 1949, tuvieron ocho hijos, entre ellos: Guillermo Verdejo Lucas, cirujano y vicepresidente de “Medicus Mundi”, y Javier Verdejo Lucas, estudiante de Biología, activista de izquierdas muerto violentamente por la Guardia Civil en 1976.

## Obra
- Estudio experimental de algunas facetas de la posible aplicación en la práctica agrícola de los derivados fermentativos del Gibberella Fujikuroi, en Anales Año 24 n.º 4, Ed. Real Academia de Farmacia, Madrid, 1958 (tesis doctoral)
- Drogadicción… una alternativa. Conocer para saber, saber para actuar[9]
- Excmo. Sr. D. Manuel Mendizábal Villalba. Doctor ingeniero Agrónomo. 1905-1976[10]
- La rebotica de 1898, artículo con motivo del centenario del Colegio Oficial de Farmacéuticos de Almería en 1998 (Véase en Dialnet, Universidad de La Rioja, España)[11]
- Actas del centenario 1898-1998[12]
- Incidencia lesiva de los contaminantes atmosféricos en los árboles (Véase en Árboles y Medio Ambiente. Arboricultura Urbana y Medioambiente), extracto del artículo “Fitolesiones agudas en los árboles urbanos (Obtención de variedades resistentes)”, publicado en Revista Ibérica Actualidad científica

## Reconocimientos
- Presidente del Colegio Oficial de Farmacéuticos de Almería en dos ocasiones:
  - Del 31 de marzo de 1952 al 1 de julio de 1968
  - Del 1 de diciembre de 1975 al 1 de abril de 1991
- Premio Alter, Premios de la Real Academia de Farmacia en 1957[13]
- Alcalde de la ciudad de Almería, 1965-1968
- Encomienda sencilla de la Orden Civil de Beneficencia en 1965[14]
- Orden de Cisneros
- Medalla de Oro de la Cruz Roja
- Vocal del Monte de Piedad y Caja de Ahorros de Almería, 1965-1968
- Gran Cruz del Mérito Aeronáutico en 1969[15]
- Presidente de la Caja de Ahorros de Almería, 1978-1986
- DIrector de la EEZA de Almería desde 1975 hasta 1983
- Socio de honor del Instituto de Estudios Almerienses, tras acuerdo del Consejo de fecha 22 de noviembre de 1981
- Académico de número de la Academia Iberoamericana de Farmacia desde 1992[16]
- Socio Emérito de la Sociedad Química Americana
- Miembro de número de la Real Academia de Medicina de Sevilla

| Predecesor: Antonio Cuesta Moyano | Alcalde de Almería 1965 – 1969 | Sucesor: Francisco Gómez Angulo |